# Ulla Beushausen
Ulla Beushausen (* 1961 in Badenhausen) ist Professorin für Logopädie an der HAWK Hochschule Hildesheim/Holzminden/Göttingen.

## Werdegang
Nach ihrem Abitur am Tilman-Riemenschneider-Gymnasium in Osterode absolvierte Beushausen zunächst eine Ausbildung zur Logopädin an den Logopädie-Schulen der Universitätskliniken Ulm und Heidelberg. Zwischen 1991 und 1992 war sie Lehrlogopädin für den Bereich Stimmstörungen an der Berufsfachschule für Logopädie des Universitätsklinikums München.
Zwischen 1986 und 1995 studierte sie an der Ludwig-Maximilians-Universität München Psycholinguistik, Phonetik und Sprachbehindertenpädagogik und schloss 1995 mit der Promotion zum Thema Sprechangst mit dem Dr. phil ab.
2001 erhielt Beushausen einen Ruf an die HAWK-Hochschule Hildesheim/Holzminden/Göttingen auf die erste Professur für Logopädie in Deutschland. Sie lehrt und forscht in den Bachelor- und Masterstudiengängen für Logopädie in Hildesheim.

## Schriften (Auswahl)
- Evidenz-basierte Sprachtherapie. Grundlagen und Praxis (mit Holger Grötzbach). München ; Jena : Elsevier, Urban und Fischer, 2011. 190 S. ISBN 978-3-437-44476-0
- Stimmstörungen bei Kindern. Reihe (Hrsg.: Grohnfeldt, M.): Praxis der Sprachtherapie und Sprachheilpädagogik (mit Claudia Haug) München ; Ernst Reinhardt, 2011. 253 S. ISBN 978-3-497-02204-5
- Sprechangst. Idstein: Schulz-Kirchner, 2009. 253 S. 68 S. ISBN 978-3-8248-0639-3
- Entscheidungsfindung in der Sprachtherapie München ; Jena : Elsevier, Urban und Fischer, 2011. 376 S. ISBN 978-3-437-48470-4
- Sprachförderung (mit Susanne Klein). Idstein: Schulz-Kirchner, 2009. 76 S. ISBN 978-3-8248-0527-3
- Testhandbuch „Sprache“ Basel: Huber, 2007, 343 S. ISBN 978-3-456-83728-4
- Sicher und Frei Reden  München ; Ernst Reinhardt, 2004. 140 S. ISBN 978-3-497-01717-1.
- Kindliche Stimmstörungen  Idstein: Schulz-Kirchner, 2001. 64 S. ISBN 978-3-8248-0418-4
- Sprechangst. Erklärungsmodelle und Therapieformen  Opladen: Westdeutscher, 1996. 260 S. ISBN 978-3-531-12838-2
- Wenn die Zähne knirschen ... Logopädie bei Kieferproblemen durch Craniomandibuläre Dysfunktion (CMD) und Bruxismus Idstein: Schulz-Kirchner, 2019, 84 S. ISBN 978-3-8248-1241-7
- Entscheidungsfindung in der Sprachtherapie, Grundlagen und 15 Fallbeispiele (Hrsg.) München: Ernst Reinhardt, 2020. 287 S. ISBN 978-3-497-02943-3 vgl. Rita Zellerhoff: Rezension auf socialnet, 21. Juli 2020